# Lost Horizon (Computerspiel)
Lost Horizon ist ein im Jahr 2010 erschienenes und in Deutschland entwickeltes Point-and-Click-Adventure von Animation Arts, welche u. a. auch Geheimakte Tunguska kreiert haben. Im Rahmen einer Geschichte, die bestimmte Bereiche klassischer Kinoabenteuer tangiert, übernimmt der Spieler die Rolle des Draufgängers Fenton Paddock.

## Handlung
Hongkong, 1936. Fenton Paddock, ehemaliger Offizier der Britischen Armee und jetziger Pilot und Flugunternehmer, erhält vom örtlichen Gouverneur des Vereinigten Königreiches einen Auftrag: Lord Weston bittet ihn, nach einem verschollenen Militärtrupp zu suchen, der im streng geheimen Auftrag Tibet erkunden sollte. Darunter befand sich auch Westons Sohn Richard – gleichzeitig Paddocks bester Freund. Fenton macht sich, nachdem er den Häschern einer lokalen Gaunerbande entkommen ist, auf die Suche und findet erste Anhaltspunkte beim Kartographen des Kommandos. Gleichzeitig trifft er hier Kim wieder: sowohl eine alte Bekannte als auch die Nichte des inzwischen verstorbenen Kartenmachers. Gemeinsam gelingt beiden die Flucht, nachdem Fenton erneut von Angreifern gejagt wird.
Das Duo schlägt sich zum Himalaya durch, wo Paddock und Kim ein verstecktes Lager von Nazisoldaten entdecken. Angeführt von der Wissenschaftlerin Hanna Gräfin von Hagenhild versuchen diese hinter ein Geheimnis zu kommen, welches in einem alten Kloster verborgen zu sein scheint. Fenton und Kim schleichen sich sowohl in das Lager als auch in das Kloster ein und kommen so nach und nach den wahren Hintergründen auf die Spur:
Sowohl der von Weston entsandte britische Trupp als auch die Nazis sind auf der Suche nach Shambala, einem sagenumwobenen Reich, welches versteckt in den tibetanischen Bergen liegt und das eine geheimnisvolle Macht enthält, welche seinem Beherrscher die Einflussnahme über menschlichen Geist und Materie ermöglicht. Im Kloster befindet sich ein Zugang nach Shambala, der allerdings nur durch bestimmte Medaillons geöffnet werden kann.
Fenton reist im Laufe der Spielhandlung über Marokko und Deutschland bis nach Indien, um ein zweites Zugangsartefakt zu ergattern, nachdem von Hagenhilds Schergen ihm ein Erstes abnehmen konnten. Schließlich gelangen sowohl die Deutschen als auch Paddock nach Shambala. Unterstützt durch Richard, der lebt und zuvor ebenfalls in das Reich gelangt ist, liegt es zu guter Letzt an Fenton, die Nazis von ihrem Plan abzuhalten …

## Spielprinzip und Technik
Lost Horizon ist ein 2.5D-Point-and-Click-Adventure. Aus Polygonen zusammengesetzte, dreidimensionale Figuren agieren vor handgezeichneten, teilanimierten Kulissen. Mit der Maus kann der Spieler seine Spielfigur durch die Örtlichkeiten bewegen und mit den Maustasten Aktionen einleiten, die den Spielcharakter mit seiner Umwelt interagieren lassen. Fenton kann so Gegenstände finden, sie auf die Umgebung oder andere Gegenstände anwenden und mit NPCs kommunizieren. Mit fortschreitendem Handlungsverlauf werden weitere Orte freigeschaltet. Die Kamera zeigt dabei das Geschehen aus einer frontalen Perspektive; verlässt der Spieler innerhalb eines Raumes das Sichtfeld, bewegt sich die Kamera in die jeweilige Richtung mit. Dialoge finden über kontextbezogene Auswahlmenüs statt.

## Produktionsnotizen
Nachdem Animation Arts 2006 und 2008 mit den beiden Geheimakte-Teilen bei Kritikern und Spielern erfolgreiche Adventures abgeliefert hatte, und nachdem im Genre Adventurespiele schon mehrere Jahre lang keine klassische Abenteuergeschichte im Stile der Indiana-JonesSpiele von LucasArts mehr erschienen waren, lasteten sehr hohe Erwartungen auf Lost Horizon. Die Entwicklungszeit betrug etwa drei Jahre.
Bei den im Spiel vorkommenden Dialogen werden die jeweils agierenden Figuren durch gezeichnete Konterfeis am unteren Bildrand dargestellt. Hierbei griff man teilweise auf die Gesichtszüge bekannter Schauspieler zurück. Unter anderem kann man Heath Ledger (Richard Weston), Ernest Borgnine (Gus), John Candy (Polizist am Gouverneurspalast), Lucy Liu (Stewardess), Treat Williams (deutscher Kampfrichter) und James Franco (Glenn Parker) erahnen.
Das in Lost Horizon thematisierte Shambala hat reale Hintergründe. Im tibetanischen Glauben ist es der Name eines geheimnisvollen Königreiches. Für das Spiel wurde es offensichtlich etwas ausgeschmückt und um Elemente der Shangri-La-Legende ergänzt. Tatsächlich gibt es den Film Lost Horizon aus dem Jahr 1937 von Frank Capra, der verschiedenen Computerspielen als Inspiration diente.

### Charaktere und Synchronsprecher
| Charakter                                                               | Deutscher Sprecher      |
| ----------------------------------------------------------------------- | ----------------------- |
| Fenton Paddock                                                          | Stefan Günther          |
| Kim Wuang                                                               | Farina Brock            |
| Hanna Gräfin von Hagenhild                                              | Kathrin Simon           |
| Richard                                                                 | Christian Baumann       |
| Mönch                                                                   | Peter Musäus            |
| Shen / Obsthändler                                                      | Tobias Lelle            |
| Tänzerin                                                                | Ulrike Dostal           |
| Schläger 1 / Kims Vater                                                 | Torsten Münchow         |
| Schläger 2 / Soldat im Kloster 2 / Stadionsprecher / Soldat bei Turbine | Crock Krumbiegel        |
| Mun Tong                                                                | Ekkehardt Belle         |
| Kleist / Kampfveranstalter                                              | Hans-Georg Panczak      |
| Gus                                                                     | Norbert Gastell         |
| Adjutant Huxley                                                         | Claus Brockmeyer        |
| Gouverneur Weston                                                       | Thomas Rauscher         |
| Polizist                                                                | Thomas Albus            |
| Straßenjunge Hao                                                        | Tobias John von Freyend |
| Hilfreicher Chinese Nianzu                                              | Harry Täschner          |
| Wuang / Schamane                                                        | Manfred Erdmann         |
| Thomas / Nomade                                                         | Philipp Moog            |
| Soldat in Baracke / Monsieur Lacoste                                    | Andreas Neumann         |
| Soldat bei LKW / Kellner                                                | Philipp Brammer         |
| Verhörsoldat / Berber                                                   | Ulf J. Söhmisch         |
| Soldat, der LKW kontrolliert                                            | Gerhard Acktun          |
| Stewardess / Telefonstimme                                              | Sonja Reichelt          |
| Textilhändler                                                           | Reinhard Brock          |
| Professor Hayes                                                         | Niels Clausnitzer       |
| Gendarme / Promoter / Thimblerigger / Glen / Station Guard              | Daniel Curshen          |
| Glenn                                                                   | Max Felder              |
| Wache am Stadion                                                        | Ulrich Frank            |
| Alter im Dorf                                                           | Michael Gahr            |
| Messrichter                                                             | Gudo Hoegel             |
| Mutte                                                                   | Anita Höfer             |
| Mann in Stadion                                                         | Christoph Jablonka      |
| Kim (jung)                                                              | Leslie-Vanessa Lill     |
| Wissenschaftler Schaumberger                                            | Erich Ludwig            |
| Kims Mutter                                                             | Melanie Manstein        |
| Graf von Droste Schattenburg                                            | Leon Rainer             |
| Handwerker                                                              | Michael Schernthaner    |
| Spielhilfe                                                              | Christian Schult        |
| Gendarm                                                                 | Michael Schwarzmaier    |
| Leierkastenmann                                                         | Kai Taschner            |
| Edison                                                                  | Walter von Hauff        |

### Nachfolger
2015 erschien mit Lost Horizon 2 ein ebenfalls von Animation Arts entwickelter und von Deep Silver vertriebener Nachfolger.

## Rezeption
Aus 24 aggregierten Wertungen erzielt Lost Horizon auf Metacritic einen Score von 77. GameRankings aggregiert zehn Wertungen zu einem Score von 81 %.
Das deutschsprachige Fachmagazin Adventure-Treff stellte heraus, dass Lost Horizon über eine mustergültige Story im Stile früherer Abenteuerfilme verfüge. Die Spielhintergründe vermittelten die Atmosphäre des jeweiligen Handlungsortes ausgezeichnet, lediglich die Animationen seien stellenweise etwas hölzern. Die Rätsel seien gut durchdacht und von mittlerer Schwierigkeit; lediglich gelegentlich mischten sich unlogische Rätsel darunter. In Summe biete Lost Horizon eine „super Story, gelungene Präsentation (und) echtes Abenteuer-Feeling“.

### Auszeichnungen
- 2010: Deutscher Entwicklerpreis, Kategorie „Bestes Adventure“

## Trivia
- Bereits kurz nach Erscheinen des Spiels wurde in verschiedenen Internetforen ein möglicher Bug diskutiert, welcher sich im Endeffekt nicht als solcher entpuppte: An einer bestimmten Stelle im Finale kam der Spieler nicht weiter, da ein Objekt, das man kurz zuvor bewegt hatte, verschwunden war. Das Problem trat aber nur bei älteren, langsameren Rechnern auf und war einer Grafik-Diskrepanz zwischen der 2D-Spieloberfläche sowie den 3D-Spielfiguren geschuldet.
- Im Himalaya findet Fenton Paddock, im Zelt, in dem der britische Soldat mit deutscher Musik „gefoltert“ wird, einen roten Zelthering. Im Adventuregenre ist ein Red Herring entweder ein irreführender Hinweis oder ein Gegenstand, der eigentlich völlig nutzlos ist und nur mitgenommen werden kann. Im Spiel kann der Hering aber trotzdem benutzt werden, zum Beispiel um eine Werkzeugkiste zu öffnen, Schilder zu lösen und eine Konservendose aufmachen.